# 36e cérémonie des International Emmy Awards
La 36e cérémonie des International Emmy Awards, décernés par l'International Academy of Television Arts and Sciences, a eu lieu le 24 novembre 2008, et a récompensé les programmes télévisés internationaux diffusés au cours de la saison 2007-2008.

## Palmarès

### Meilleur programme artistique
| Meilleur programme artistique                                     | Pays        | Réseau de télévision | Résultat   |
| ----------------------------------------------------------------- | ----------- | -------------------- | ---------- |
| Strictly Bolshoi                                                  | Royaume-Uni | Channel 4            | Lauréat    |
| Por Toda Minha Vida: Nara Leão                                    | Brésil      | Rede Globo           | Nomination |
| Richard Serra - To See is to Think                                | Allemagne   | ZDF / WDR            | Nomination |
| Inheriting a Kabuki Legacy - Ichikawa Ebizo: His Fate and Anguish | Japon       | Fuji Television      | Nomination |

### Meilleur acteur
| Meilleure performance par un acteur        | Pays        | Réseau de télévision | Résultat   |
| ------------------------------------------ | ----------- | -------------------- | ---------- |
| David Suchet (Maxwell)                     | Royaume-Uni | BBC                  | Lauréat    |
| Pedro Cardoso (A Grande Família: o Filme)  | Brésil      | Rede Globo           | Nomination |
| Karl Markovics (Franz Fuchs - Ein Patriot) | Autriche    | ORF                  | Nomination |
| Wang Chengyang (The I-go King and His Son) | Chine       | CCTV-6               | Nomination |

### Meilleure actrice
| Meilleure performance par une actrice          | Pays        | Réseau de télévision | Résultat   |
| ---------------------------------------------- | ----------- | -------------------- | ---------- |
| Lucy Cohu (Forgiven)                           | Royaume-Uni | Channel 4            | Lauréat    |
| Sofie Gråbøl (Forbrydelsen)                    | Danemark    | Danmarks Radio       | Nomination |
| Irene Ravache (Eterna Magia)                   | Brésil      | Rede Globo           | Nomination |
| Yuan Zhibo (Wait for the Birth of the Husband) | Chine       | CCTV-6               | Nomination |

### Meilleur programme pour enfants et adolescents
| Meilleur programme pour enfants et adolescents | Pays        | Réseau de télévision       | Résultat   |
| ---------------------------------------------- | ----------- | -------------------------- | ---------- |
| Shaun le mouton                                | Royaume-Uni | BBC                        | Lauréat    |
| I Feel the Words                               | Japon       | NHK                        | Nomination |
| Patito Feo                                     | Argentine   | Canal 13                   | Nomination |
| Ping-Pong                                      | Norvège     | NRK / SVT / DR / YLE / KRO | Nomination |

### Meilleure comédie
| Meilleure comédie           | Pays        | Réseau de télévision | Résultat   |
| --------------------------- | ----------- | -------------------- | ---------- |
| The IT Crowd                | Royaume-Uni | Channel 4            | Lauréat    |
| Geile Zeit                  | Allemagne   | GmbH                 | Nomination |
| Mi Problema con las Mujeres | Pérou       | Frecuencia Latina    | Nomination |
| NEO-Office Chuckles         | Japon       | NHK                  | Nomination |

### Meilleur documentaire
| Meilleur documentaire     | Pays         | Réseau de télévision                                | Résultat   |
| ------------------------- | ------------ | --------------------------------------------------- | ---------- |
| The Beckoning Silence     | Royaume-Uni  | Channel 4                                           | Lauréat    |
| Asian Corridor in Heaven  | Corée du Sud | KBS                                                 | Nomination |
| Collision over the Amazon | Brésil       | Discovery Networks Latin America (es) / US Hispanic | Nomination |
| Please Vote for Me        | Danemark     | Steps International                                 | Nomination |

### Meilleure série dramatique
| Meilleure série dramatique | Pays           | Réseau de télévision | Résultat   |
| -------------------------- | -------------- | -------------------- | ---------- |
| Life on Mars               | Royaume-Uni    | BBC                  | Lauréat    |
| Home Affairs               | Afrique du Sud | Penguin Films        | Nomination |
| Forbrydelsen               | Danemark       | DR / ZDF / NRK / SVT | Nomination |
| Mandrake                   | Brésil         | HBO Latin America    | Nomination |

### Meilleur programme de divertissement non scénarisé
| Meilleur programme de divertissement non-scénarisé | Pays      | Réseau de télévision      | Résultat   |
| -------------------------------------------------- | --------- | ------------------------- | ---------- |
| The Big Donor Show                                 | Pays-Bas  | BNN                       | Lauréat    |
| Caiga Quien Caiga                                  | Argentine | Eyeworks                  | Nomination |
| Canada's Next Great Prime Minister                 | Canada    | CBC Television            | Nomination |
| Doors                                              | Japon     | Tokyo Broadcasting System | Nomination |

### Meilleure telenovela
| Meilleur telenovela  | Pays      | Réseau de télévision                            | Résultat   |
| -------------------- | --------- | ----------------------------------------------- | ---------- |
| The Invasion Igtiyah | Jordanie  | Arab Telemedia Group                            | Lauréat    |
| Lalola               | Argentine | América TV                                      | Nomination |
| One Night of Love    | Russie    | AMEDIA / Sony Pictures Television International | Nomination |
| Paraíso Tropical     | Brésil    | Rede Globo                                      | Nomination |

### Meilleur film de télévision / Mini-série
| Meilleur Film de Télévision / Mini-série | Pays        | Réseau de télévision | Résultat   |
| ---------------------------------------- | ----------- | -------------------- | ---------- |
| Television por la identidad              | Argentine   | Telefe               | Lauréat    |
| Britz                                    | Royaume-Uni | Channel 4            | Nomination |
| The Miracle of Berlin                    | Allemagne   | ZDF                  | Nomination |
| Wait for the Birth of the Husband        | Chine       | CCTV-6               | Nomination |